# Gunpowder tea
A Gunpowder tea (kínaiul: 珠茶, pinyin: zhū chá) egy kínai zöld tea fajta, melyet Kína Zhejiang tartományában állítanak elő. A tea minden egyes levelét kis golyóvá gyúrják össze. Valószínűleg az angol neve onnan származik, hogy a tea hasonlít a puskaporra. Ezt a sodrásos módszert főleg a szárított zöld tea és az Oolong tea esetén alkalmazzák.
A gunpowder tea előállítása a Tang-dinasztia (618-907) idejébe nyúlik vissza. Bár az egyes leveleket korábban kézzel sodorták, manapság ezt a műveletet gépek végzik (bár a legjobb minőségűeket ma is kézzel sodorják). A tealevelek Gunpowder teává való sodrása által a levelek kevésbé lesznek érzékenyek a fizikai sérülésekre, valamint ízükből, aromájukból többet tudnak megőrizni. Ezen túlmenően bizonyos oolong fajták ezáltal hosszú ideig is tárolhatók lesznek.
A gunpowder vásárlásakor fontos, hogy a fényes golyókat keressük, ami azt jelzi, hogy a tea viszonylag friss.

## Változatai
A Gunpowder teának sokféle változata ismert:
- Pingshui Gunpowder (平水珠茶): az eredeti és leggyakoribb Gunpowder tea, viszonylag nagyobb golyókkal, jobb színnel és több aromával, melyet jellemzően Temple of Heaven Gunpowder (Mennyei Templom) néven árulnak.
- Formosa Gunpowder: Gunpowder típusú tea, melyet Tajvanon termesztenek. Állítólag sajátságos aromája van, más, mint a Zhejiangban termesztett teának. A Formosa Gunpowder teák tipikusan az oolong teákhoz tartoznak.
- Ceylon Gunpowder: Gunpowder változat Srí Lankáról, melyet jellemzően 6000 láb magasság felett termesztenek.

Számos zöld teát sodornak össze a Gunpowder-hez hasonló módon, így például a Chun Mee-t, a Tieguanyin-t, a Huang Guanyin-t és a Dong Ding-et csakúgy, mint sok más oolong-ot és csúcsminőségű jázmin teákat.

## Etimológia
Kínaiul a Gunpowder teát zhū chá-nak hívják (珠茶) mely szó szerint „gyöngy teát” jelent.
Az angol Gunpowder kifejezés talán a kínai gāng paò dè (剛泡的) kifejezésből ered, melynek kiejtése hasonlít az angol szóhoz. Valószínűbb azonban, hogy az elnevezés abból ered, hogy a tea külsőre hasonlít a puskaporhoz.